# Robert F. Wagner Graduate School of Public Service
La Robert F. Wagner Graduate School of Public Service (souvent abrégée en NYU Wagner ou encore Wagner) est une des écoles de l'université de New York. Elle est la plus importante école d'administration publique des États-Unis.
Elle fut fondée en 1938 sous le nom de Graduate School of Public Administration à partir d'une série de programmes de cours de la Division of General Education de l'université de New York (NYU), et prit en 1989 le nom du maire de New York Robert Ferdinand Wagner après avoir reçu une substantielle donation de la famille Wagner. En 2004, la NYU Wagner s'est installée au Puck Building, dans le quartier de SoHo, à Manhattan.